# Кара-Мустафа, Дмитрий Алексеевич
Дмитрий Алексеевич Кара-Мустафа (укр. Дмитро Олексійович Кара-Мустафа; род. 30 октября 1972, Краснодон, Ворошиловградская область) — советский и украинский футболист (полузащитник), футбольный тренер. Помощник главного тренера в клубе «Кривбасс».

## Игровая карьера
Воспитанник луганского спортивного интерната. Первые тренеры — В. Д. Добижа и В. П. Глухарев. Начал карьеру в 1990 году в луганской «Заре», выступавшей во Второй лиге СССР. Позже играл за свердловский «Шахтёр» в турнире коллективов физической культуры, а затем в любительском чемпионате Украины. В 1992 году вернулся в «Зарю», вместе с которой принимал участие в играх Высшей лиге Украины. Его дебют в чемпионате состоялся 11 октября 1992 года в матче против львовских «Карпат» (1:3). Летом 1994 года перешёл в луганское «Динамо» из Второй лиги Украины, где играл на протяжении года.
В августе 1995 года стал игроком мариупольского «Металлурга», который по итогам сезона стал победителем Второй лиги. Перед началом следующего сезона 1996/97 вернулся в «Зарю», однако спустя полгода вновь перешёл в «Металлург», который занял третье место в Первой лиге и вышел в Высшую. В 1998 году играл во втором дивизионе России за шахтинский «Шахтёр». С 1998 по 2004 год являлся игроком свердловского «Шахтёра», принимавшего участие в турнирах любительского уровня.

## Тренерская карьера
С 2003 по 2006 год тренировал свердловский «Шахтёр», выступавший в любительском чемпионате Украины. В сезоне 2007/08 клуб начал выступать во Второй лиге Украины, а Кара-Мустафа возглавлял коллектив на профессиональном уровне в течение двух лет. В феврале 2010 года возглавил мелитопольский «Олком», с которым заключил двухлетний контракт. Спустя год «Олком» был расформирован по финансовым причинам.
Новым местом работы Дмитрия Алексеевича в 2011 году стала луганская «Заря», где он начал работать в селекционном отделе. Кара-Мустафа сумел найти для клуба таких игроков как Тони Шунич, Никола Игнатьевич, Данило и Янник Боли. В июле 2016 года он был назначен старшим тренером команды «Зари» до 19 лет, где работал следующие три года. Его воспитанниками там стали Владислав Емец и Сергей Майборода.
В январе 2020 года стал старшим тренером в солигорском «Шахтёре», который возглавил Юрий Вернидуб, ранее работавший в «Заре». Покинул команду в конце августа 2021 года, после отставки Вернидуба. В конце года Вернидуб встал у руля тираспольского «Шерифа», а Кара-Мустафа занял должность его ассистента. С 31 декабря 2020 года владеет тренерской лицензией УЕФА категории «А».

## Достижения
«Металлург» Мариуполь
- Бронзовый призёр Первой лиги Украины: 1996/97
- Победитель Второй лиги Украины: 1995/96

## Семья
Супруга — Татьяна Кара-Мустафа. Сын — Алексей Кара-Мустафа, получивший в пятилетнем возрасте 3-й взрослый разряд по шахматам.